# GoldieLocks
GoldieLocks, właśc. Sarah Louise Akwisombe (ur. 17 czerwca 1985 w Croydon, Anglia) – brytyjska raperka, piosenkarka oraz producentka.

## Życiorys
Jej kariera hip-hopowa rozpoczęła się przypadkowo, kiedy w college’u została przydzielona do projektu muzycznego. Udostępniła wtedy nagrany przez siebie materiał na swoim koncie w portalu MySpace, po czym korzystnie zaskoczyły ją przychylne opinie osób słuchających jej utworu.
GoldieLocks tworzy oraz nagrywa swoje piosenki za pomocą programów Logic Studio i Microkorg. Najbardziej wyróżnia się utwór "Wasteman" o człowieku oszukującym swoją siostrę. Kiedy zaczynała produkować muzykę, nie widziała, jaki styl ją najlepiej cechuje, jednak jej kawałki są – jak powiada: "trochę elektro, nieco grime, odrobinę garage'owe, ciut popowe oraz trochę hiphopowe".
Chociaż Sarah Akwisombe pracowała w niepełnym wymiarze godzin w Starbucks, żeby wesprzeć swoją karierę, podpisała kontrakt z wytwórnią Locked On Records, a także obecnie pracuje nad albumem z m.in. Future Cutem, który wniósł swój wyraźny wkład w krążek Lily Allen "Alright, Still". Współtworzyła również z np. Friskiem, Kate Nash, The Mitchell Brothers czy z Tinchy Stryder. Wykonała remiks pod tytułem "Just A Little Bit" na płytę Mutyi Bueny. Należy ponadto do grime'owo-elektrowej, kobiecej grupy raperskiej The Sick Kids, składającej się, oprócz GoldieLocks, także z JacksonKiD! oraz lele [SPEAKS].

## Dyskografia

### Single
- "Wasteman" (2008)
- "Drug Deela" (2008)

### EPki
- Goldie’s Oldies (2007)
- Bear Safe (2008)
- I’m Not Her EP  (2010)